# Phragmipedium besseae
Phragmipedium besseae là một loài lan trong chi Phragmipedium. Đây là loài bản địa của các khu rừng núi ẩm ướt ở sười phía đông của Andes ở Colombia, Ecuador, và Peru.

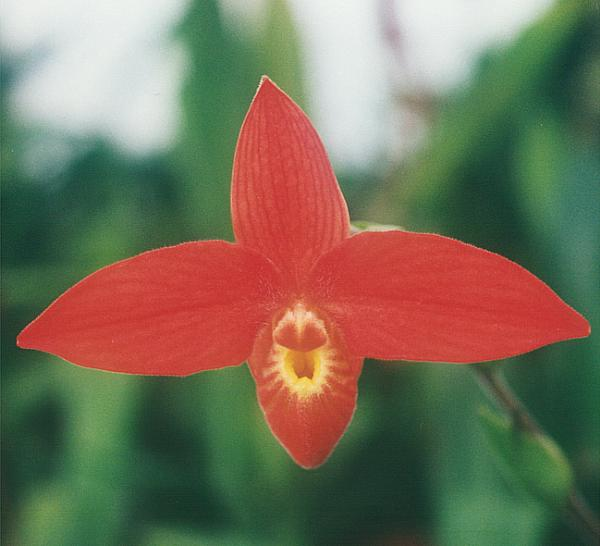
A specimen of Phragmipedium besseae

## Hình ảnh

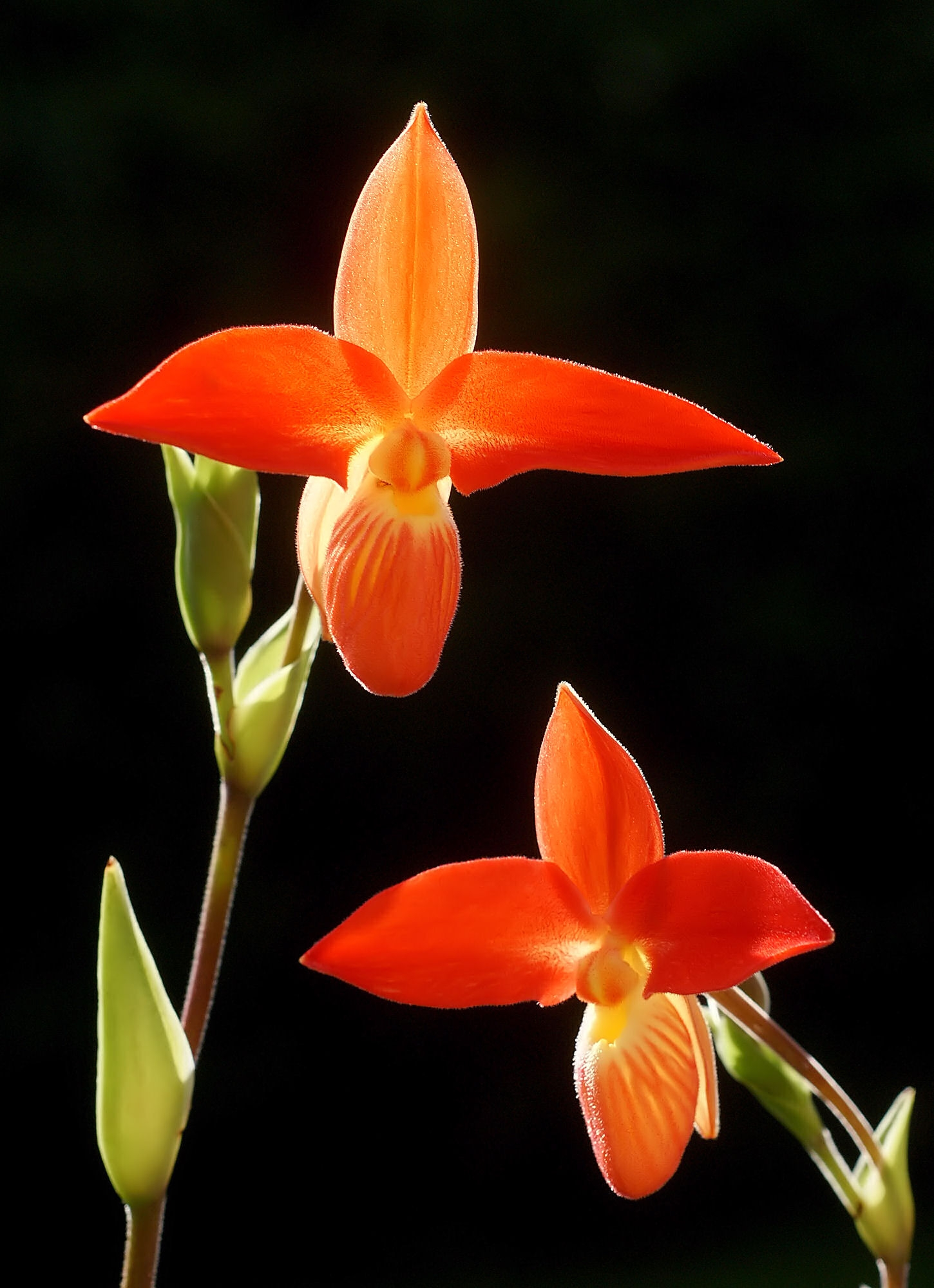
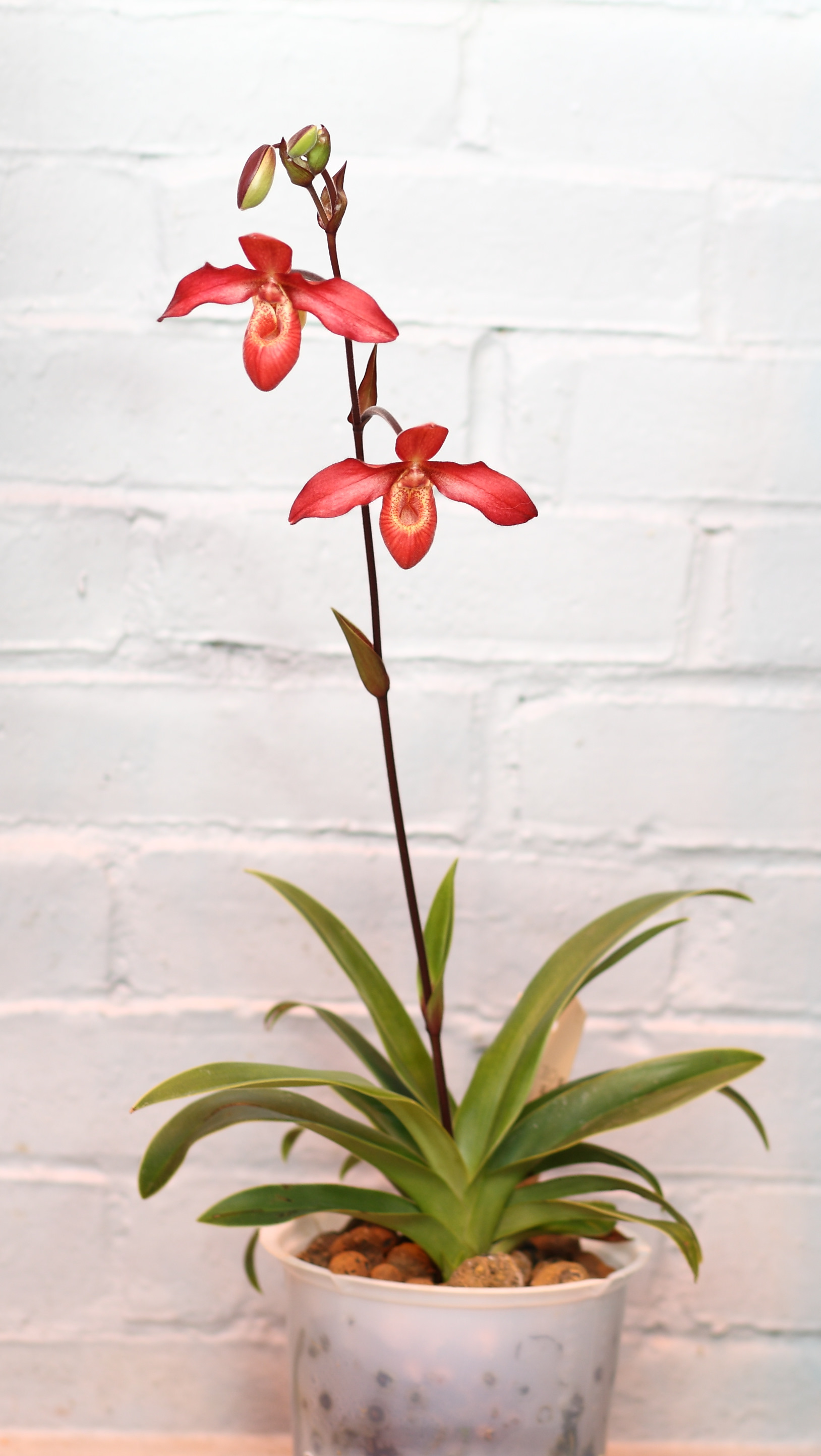
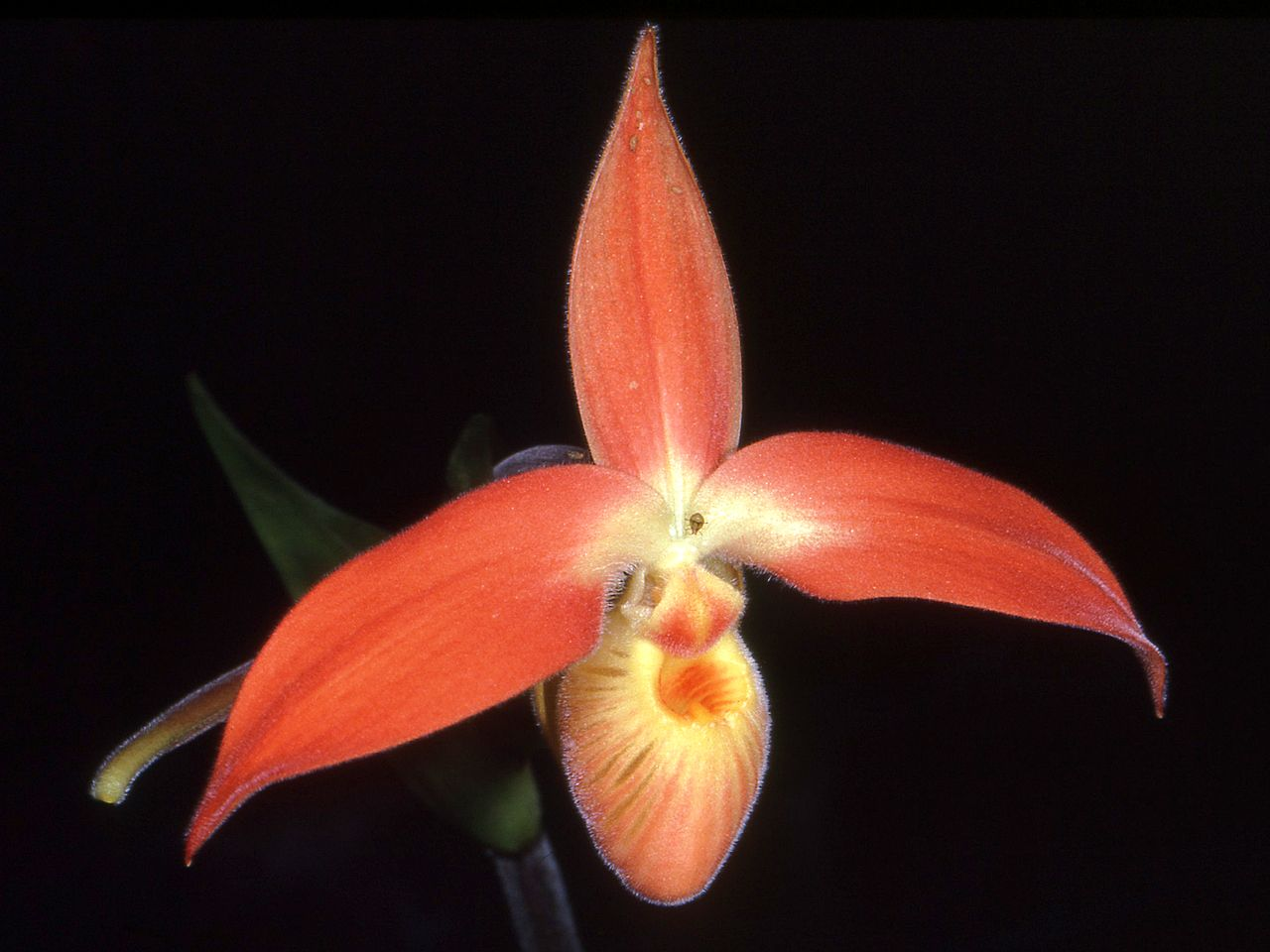
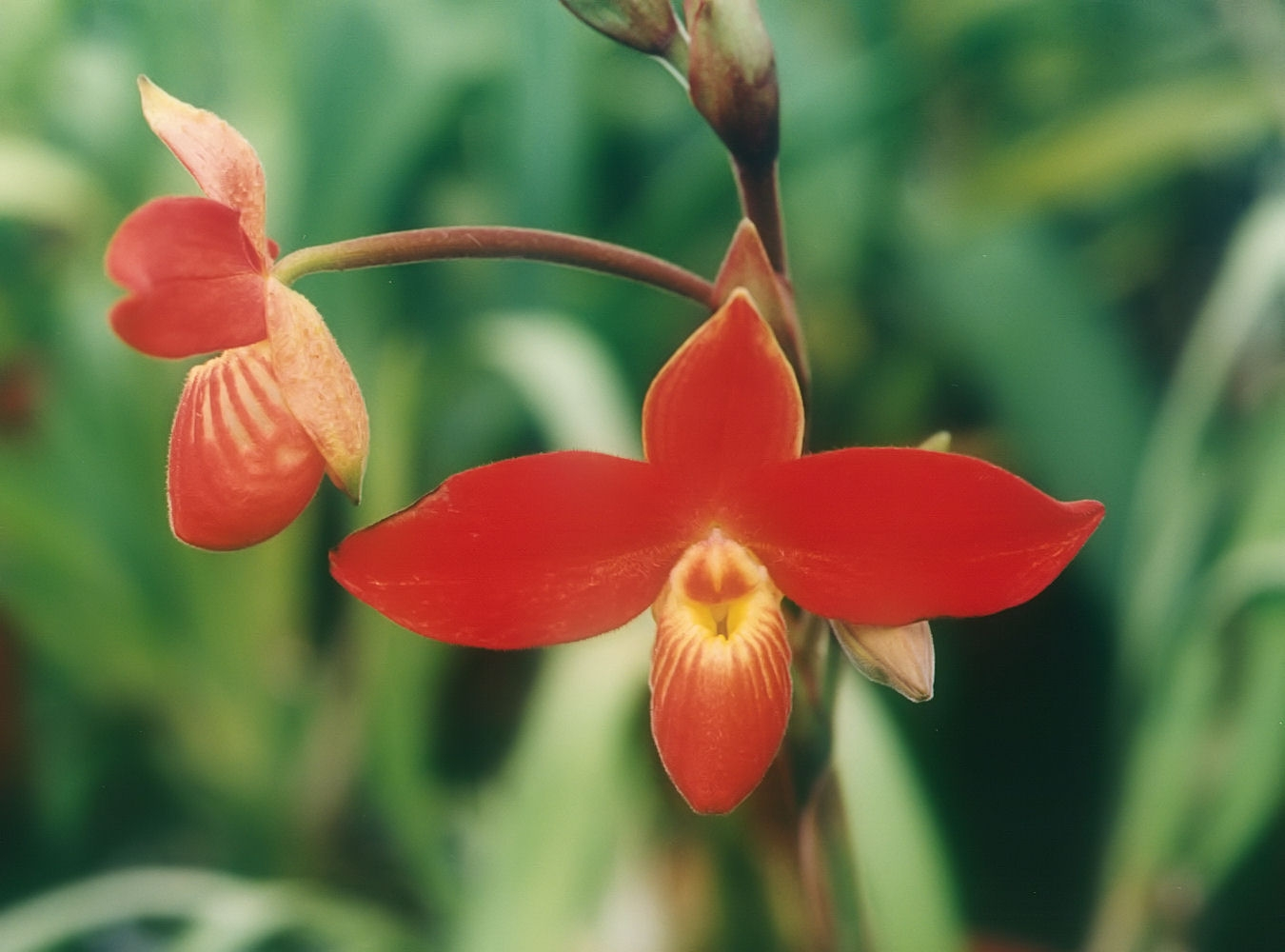